# 신산다역
신산다역(일본어: 新三田駅, しんさんだえき 신산다에키[*])은 일본 효고현 산다시에 위치한 서일본 여객철도의 역이다. 1986년 11월 후쿠치야마 선 전철화 완료에 따라 니시노미야나지오역과 동시에 개업하여 현재 JR 교토 선 및 JR 도자이 선과 직통하는 대다수의 열차들이 신산다 역에서 시종착하여 회차하게 된다. 이코카 및 제휴 교통카드의 사용이 가능하다.

## 역 구조
섬식 승강장으로 2면 4선의 지상역이다. 승강장은 쌓인 흙지대 위에 있기 때문에 대합실에서 승강장으로는 계단을 올라야만 한다. 1번 승강장이 하행 본선, 2번 승강장이 상행 본선이며 3·4번선은 각 방향 대피선이다. 신산다 역에서 회차하는 열차는 구조 상 모두 내측 2번선과 3번선을 사용한다.

### 승강장
| 1 | ■ 후쿠치야마 선 | (하행선) | 사사야마구치 · 후쿠치야마 방면                                |
| 2 | ■ 후쿠치야마 선 | (하행선) | 사사야마구치 · 후쿠치야마 방면 (대피 · 회차)                  |
| 2 | ■ 후쿠치야마 선 | (상행선) | 다카라즈카 · 오사카 · 기타신치 방면 (출퇴근 시간대 회차 열차) |
| 3 | ■ 후쿠치야마 선 | (상행선) | 다카라즈카 · 오사카 · 기타신치 방면 (대피 · 회차)             |
| 4 | ■ 후쿠치야마 선 | (상행선) | 다카라즈카 · 오사카 · 기타신치 방면                           |

## 역사
- 1986년 11월 1일: 개업
- 1987년 4월 1일: 민영화에 의해 서일본 여객철도의 소속이 되었다.
- 2003년 11월 1일: 이코카의 사용이 개시되었다.

## 인접정차역
| 서일본 여객철도 후쿠치야마 선 | 서일본 여객철도 후쿠치야마 선 | 서일본 여객철도 후쿠치야마 선 |
| ----------------------------- | ----------------------------- | ----------------------------- |
| 산다 오사카 방면              | ■ JR 다카라즈카 선            | 히로노 후쿠치야마 방면        |